# Hans Sehlhoff
Johann „Hans“ Sehlhoff (* 3. Dezember 1934; † 13. August 2009) war ein deutscher Fußballspieler, der für den Meidericher SV 59 Partien in der Oberliga West absolvierte.

## Karriere
Sehlhoff debütierte während der Spielzeit 1954/55 für die Oberligamannschaft des Meidericher SV aus Duisburg, kam allerdings nicht über diesen einen Einsatz hinaus. Die Oberliga stellte im damals noch regional begrenzten Ligensystem die höchste Spielklasse dar. 1955 mussten die Meidericher nach sechs Jahren den erstmaligen Abstieg aus der ersten Liga hinnehmen, wobei der Abstand zur oberen Tabellenhälfte aufgrund einer sehr ausgeglichenen Punkteverteilung lediglich wenige Zähler betrug. Somit musste der MSV die Saison 1955/56 in der II. Division bestreiten und Sehlhoff, der aus der eigenen Jugend des Vereins stammte, rückte fest in die erste Mannschaft auf. In der nachfolgenden Zeit wurde er regelmäßig auf der Position des Rechtsverteidigers aufgeboten, hatte jedoch zeitweise mit Verletzungsproblemen zu kämpfen.
1956 erreichte die Mannschaft die sofortige Rückkehr in die Oberliga, in welcher Sehlhoff in der darauffolgenden Zeit ebenfalls regelmäßig eingesetzt wurde. Mit seinen Mannschaftskollegen konnte er sich auch sportlich in der höchsten Spielklasse etablieren und belegte in den nachfolgenden Jahren jeweils Platzierungen im oberen Tabellenmittelfeld. 1959 schied Sehlhoff, der bis dahin meist Bestandteil der ersten Elf gewesen war, schließlich aus dem Kader der Meidericher aus. Er hatte bis dahin 59 Oberligapartien sowie 14 Zweitdivisionsspiele jeweils ohne eigenen Torerfolg bestritten. Er lebte bis nach dem Tod seiner Frau in Burgsolms; im Dezember 2009 verstarb er im Duisburger Ortsteil Meiderich im Alter von 74 Jahren.